# Gang Tapes
Gang Tapes es una película policial de 2001 dirigida por Adam Ripp y protagonizada por Darris Love, Darontay McClendon y Don Cambell. No se ha considerado un éxito generalizado, pero sí creó un culto de seguidores.

## Sinopsis
Cuando el adolescente Kris (Trivell) recibe una cámara de un amigo que roba el vehículo de un familiar visitante, también roba su cámara de video y comienza a grabar la vida de las pandillas en el centro sur de Los Ángeles. El propio Kris es un aspirante a miembro de una pandilla, y el joven admira al narcotraficante Alonzo (Darris Love).
Sigue con entusiasmo las violentas hazañas del enloquecido Cyril (Darontay McClendon). A medida que Kris se involucra más profundamente con sus nuevos y peligrosos amigos, su amorosa madre (Sonja Marie) intenta mantenerlo alejado de las calles.